# 1514
1514. је била проста година.

## Догађаји

### Мај
- 23. мај — У Мађарској почела сељачка буна под вођством племића Ђерђа Доже.

### Август
- 23. август – Турски султан Селим I победио је у бици код Чалдирана персијског шаха Исмаила чиме је стекао контролу над Анадолијом и северним Ираком.

### Датум непознат
- Википедија:Непознат датум — настао савез сељака Сироти Конрад